# Armin Mueller-Stahl
Armin Mueller-Stahl, född 17 december 1930 i Tilsit, är en tysk skådespelare, musiker, målare och författare.
Armin Mueller-Stahl föddes i Tilsit som det tredje av fem barn till en banktjänsteman. Han ville först bli violinist och studerade fiol och musikvetenskap och tog examen i Östberlin 1949. Han bytte yrkesväg och blev istället skådespelare. Efter en trevande inledning började han vid Berliner Ensemble och blev en av Östtysklands mest populära skådespelare. 1976 var han med och protesterade mot att Wolf Biermann blev av med sitt medborgarskap (die Ausbürgerung) vilket kom att avsluta hans karriär i Östtyskland då han inte längre fick några jobb. 1980 fick han utresetillstånd till Västtyskland där karriären fortsatte. Han var bl.a. med i Fassbinders Lola. En internationell karriär tog vid och 1996 Oscars-nominerades Mueller-Stahl för sin roll i Shine. 1992 tilldelades han Silverbjörnen.
2002 tilldelades Mueller-Stahl Bundesverdienstkreuz.

## Filmografi (urval)

### Som skådespelare
- 1972 – Den tredje
- 1974 – Jakob der Lügner
- 1981 – Lola
- 1983 – Den sårade mannen
- 1985 – Överste Redl
- 1985 – Den blinde regissören
- 1985 – Bitter skörd
- 1985 – In på bara skinnet
- 1985 – Glöm Mozart
- 1986 – Momo
- 1989 – Music Box - skuggor ur det förflutna
- 1990 – Avalon
- 1991 – Kafka
- 1991 – Night on Earth
- 1992 – Ensam är stark
- 1993 – Andarnas hus
- 1994 – Holy Matrimony
- 1995 – En pyromans kärlekshistoria
- 1996 – Shine
- 1996 – Theodore Rex
- 1997 - 12 Angry Men
- 1997 – The Game
- 1997 – Fredsmäklaren
- 1998 – Arkiv X - Fight the Future
- 1999 – 13:e våningen
- 2001 – Familjen Mann
- 2007 – Eastern Promises
- 2009 – Änglar och demoner
- 2009 – The International

### Som regissör
- 1996 – Gespräch mit dem Biest[1]